# Relaciones internacionales de la Unión Europea

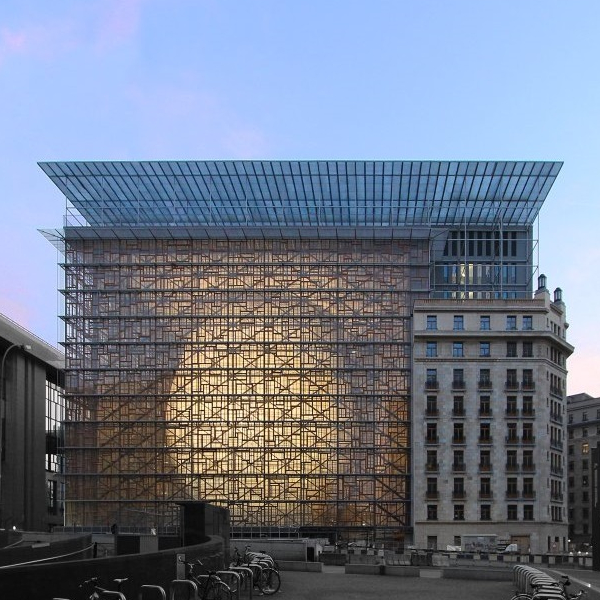
El Edificio Europa alberga la sede del presidente del Consejo Europeo quien asume la representación exterior de la UE en el nivel de los jefes de Estado o de Gobierno en los asuntos relacionados con la PESC, conjuntamente con el Alto Representante. También representa a la UE en las cumbres internacionales, generalmente junto con el presidente de la Comisión Europea.El presidente de la Comisión ha asumido en los últimos años un papel más relevante que el presidente del Consejo en las relaciones exteriores de la UE.

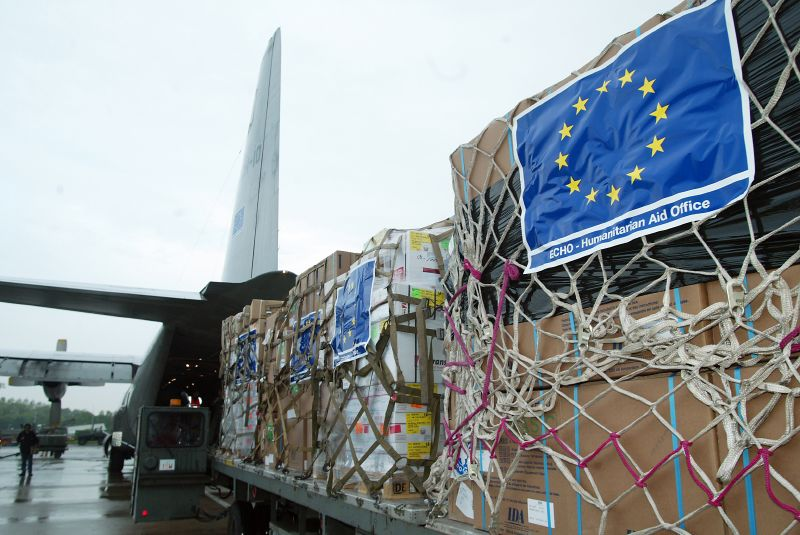
Cargamento con ayuda humanitaria de la Dirección General de Protección Civil y Ayuda Humanitaria (ECHO) de la Comisión Europea.

Las relaciones internacionales de la Unión Europea son las relaciones que tiene dicha organización con otros países u organizaciones internacionales, tanto en el campo político, como en los campos económico, comercial, militar, jurídico, geopolítico y geoestratégico. En su acción internacional la Unión desarrolla un conjunto de políticas, instrumentos y capacidades con los que proyecta su poder e influencia en el mundo. La acción exterior comprende diversas políticas interconectadas pero autónomas, elaboradas tanto por el departamento de Asuntos Exteriores de la Comisión como por el Consejo de Asuntos Exteriores, cuyo funcionamiento se estructura en torno a la Política Exterior y de Seguridad Común (PESC), de diseño principalmente intergubernamental, de dicha PESC deriva la Política Común de Seguridad y Defensa (PCSD), centrada en el ámbito militar y de inteligencia.
De acuerdo con los Tratados, la acción exterior de la Unión (y por lo tanto todas sus relaciones internacionales y, en general, la entera dimensión exterior de sus actividades) se fundamenta y se construye desde el respeto a los principios y ordenada a los objetivos constitucionales contenidos en los artículos 21 y 22 del Tratado de la Unión.
En el diseño, desarrollo y aplicación de la acción exterior de la Unión en su conjunto, que se articulan desde el marco institucional único de la misma, intervienen, con distinto grado de participación, todas las instituciones comunitarias, si bien es preciso adelantar que, de acuerdo con la base jurídica en torno a la cual se articule cada actividad, resalta la preponderancia de dos de ellas, al menos en su fase ejecutiva: el Consejo, para lo relativo a la política exterior y de seguridad común, y la Comisión, para todos los demás ámbitos de la acción exterior. Existen además una institución, el Consejo Europeo, y dos órganos, el Alto Representante de la Unión para Asuntos Exteriores y Política de Seguridad (AR) y el Servicio Europeo de Acción Exterior (SEAE), implicados en la definición y orientación, y además, en el caso del AR y el SEAE, en el desarrollo y la ejecución de la acción exterior de la Unión. El Parlamento Europeo se halla asociado en todo momento a la acción exterior en su conjunto, si bien en la política exterior y de seguridad común su posición no es vinculante.
Desde sus inicios en los años 1950, la UE ha ganado progresivamente influencia en la escena internacional. Su ámbito de acciones se limitaba al comienzo a la esfera económica, pero tras las sucesivas ampliaciones y tratados que modificaron la naturaleza de la unión, fue adquiriendo un peso mayor en la diplomacia y en las relaciones internacionales en general. Esta condición se ha visto incrementada tras el Tratado de Maastricht, que constituyó a la Unión Europea como tal, oficializando su vocación de unidad política.
Paulatinamente la Unión ha unificado la postura del bloque en la política internacional. La UE celebra cumbres periódicas bilaterales con Japón, Rusia, la República Popular China, India, Estados Unidos y Canadá. También sostiene diálogos regionales con los países de Asia, Oriente Medio, el Mediterráneo y Latinoamérica, también mantiene intensas relaciones con los países candidatos a la adhesión como Turquía. Además en los últimos años la UE, a través de la Comisión Europea, ha ganado mayor representación en organismos como el G7 o el G20, a través del Alto Representante, aunque los Estados miembros se representan en la Organización Mundial del Comercio a través de su comisario comercial. Adicionalmente puede hablarse de un eje central en la política exterior de la Unión, el llamado "Eje franco-alemán", conformado hace más de cincuenta años y al que adhieren periódicamente unos y otros países europeos.
Además, la Unión Europea también cuenta con una política de vecindad, la cual persigue que la UE no sea un ente ajeno a su entorno ni desvinculado de sus vecinos. Con estas políticas se busca intensificar las relaciones bilaterales con algunas antiguas repúblicas soviéticas así como los estados de la cuenca sur del Mediterráneo. Dentro de este contexto, se está desarrollando un gran proyecto, el Proceso de Barcelona: Unión para el Mediterráneo, enfocado a largo plazo a buscar una relación de acercamiento entre la UE y la Liga Árabe. En relación con los vecinos del este, existe otra iniciativa, la Asociación Oriental, llevada a cabo entre el bloque comunitario y las antiguas repúblicas soviéticas.
Por otra parte, la defensa y la seguridad son tradicionalmente materias de soberanía nacional, aunque la política de la Unión Europea en esta área fue establecida como el segundo de los tres pilares de la Unión en el Tratado de Maastricht de 1992, aunque no fue hasta el Tratado de Ámsterdam (1997) cuando se definieron los objetivos de la Política Exterior y de Seguridad Común (PESC). En este sentido, durante la cumbre de Helsinki de diciembre de 1999, el Consejo Europeo aprobó la creación de nuevos órganos políticos y militares permanentes, como el Estado Mayor de la Unión Europea (EMUE). El EMUE es un departamento de la Unión Europea, responsable de supervisar las operaciones en el ámbito de la Seguridad Común y Política de Defensa. Este departamento depende directamente del gabinete del Alto Representante de la Unión para Asuntos Exteriores y Política de Seguridad, actualmente Josep Borrell, y se ocupa de la alerta temprana, la evaluación de la situación y el planeamiento estratégico de las misiones Petersberg (misiones humanitarias, mantenimiento de la paz, gestión de crisis) y de todas las operaciones dirigidas por la UE. Formalmente, el EMUE, forma parte de la Secretaría General del Consejo de la Unión Europea, y ha dirigido una serie de despliegues militares desde su creación.
El potente impulso que el Tratado de Lisboa ha supuesto en el ámbito institucional para la política común de seguridad y defensa, parece apuntar, con el fuerte impulso de un núcleo duro de países encabezados por Francia, Italia, España, Polonia y Alemania, a un relanzamiento significativo de la política común de seguridad y defensa. Si uno de los Estados miembros de la Unión Europea es atacado, los demás están obligados a protegerlo con cada segundo de la cláusula de defensa mutua contenida en el artículo 42, punto 7, del Tratado de Lisboa.
Finalmente también hay que destacar que la Unión Europea es el mayor donante mundial de ayuda humanitaria, y la principal financiadora de las agencias de Naciones Unidas implicadas en la ayuda humanitaria y la cooperación para el desarrollo, a través del Departamento de Ayuda Humanitaria y Protección Civil de la Comisión Europea (ECHO).

## Principios y marco constitucional de la acción exterior
De acuerdo con el artículo 21 del Tratado de la Unión (en adelante TUE), la acción de la Unión en la escena internacional se fundamenta en el respeto a un conjunto de principios y la ordenación a un conjunto de objetivos que se enumeran en ese mismo precepto. Asimismo, y dentro del respeto de los principios fundamentadores, son objetivos que la Unión ha de perseguir (se observa una cierta reiteración, en algunos casos literal, entre los principios y los objetivos) en la definición y ejecución de sus políticas comunes y acciones en todos los ámbitos de las relaciones internacionales: la defensa de sus valores e intereses fundamentales, su seguridad, su independencia y su integridad; la promoción y consolidación de la democracia, el Estado de Derecho, los derechos humanos y el Derecho internacional; el mantenimiento de la paz y la prevención de conflictos, buscando una mayor seguridad internacional y en el marco de la Carta de la ONU, el Acta final de Helsinki y la Carta de París; el apoyo al desarrollo sostenible, incluyendo la protección del medio ambiente y la erradicación de la pobreza; la ayuda en situaciones de crisis o catástrofe natural o humana; la evolución del sistema internacional sobre las bases de una cooperación multilateral estable y una mejor gobernanza mundial.
Deben tenerse en cuenta, asimismo, los denominados valores de la Unión, contenidos en el artículo 2 TUE, y de los cuales los principios de la acción exterior no son sino un específico desarrollo y adaptación al ámbito de las relaciones internacionales; de igual forma, debe valorarse el artículo 3.5 TUE, que establece como uno de los objetivos generales de la Unión una acción exterior cohesionada y coherente a sus valores.

### Bases jurídicas diferenciadas y política integral en la AE
Como quedó señalado anteriormente, la acción exterior de la Unión, que abarca numerosas políticas y actividades desarrolladas por Europa en el mundo, puede clasificarse en dos bloques más o menos compactos jurídicamente diferenciados, y que responden asimismo a un sistema de funcionamiento y organización enteramente distinto en cada caso. Así pues, atendiendo, por su trascendencia práctica, a criterios esencialmente jurídicos (y de compleja definición material, como prueba la frecuente confusión y las disputas institucionales por atraer hacia un campo u otro actividades determinadas), podemos señalar dos ámbitos de actuación nítidamente distintos:
- la política exterior y de seguridad común (PESC), cuya lógica interna y de funcionamiento responde a criterios predominantemente intergubernamentales, y que se sitúa, en consecuencia, en la órbita institucional del Consejo (en su formación de asuntos exteriores), donde están representados los Estados miembros a través de sus Gobiernos nacionales;
- todas las demás políticas comunes y actividades con proyección exterior llevadas a cabo por la Unión en el mundo (algunas tan poderosas y económicamente dotadas como la política comercial común o la cooperación al desarrollo), que se sitúan en un marco legal más institucional y comunitarizado y se sujetan a métodos más integrados de funcionamiento.

## Capacidad geopolítica, autonomía y soberanía
La política exterior y de defensa es un terreno donde los Estados miembros suelen abogar por mantener su soberanía nacional. Ello no ha impedido que conceptos como “unión europea de la defensa”, “soberanía europea” o “autonomía estratégica” se hayan convertido en un lenguaje común para significar la ambición de la UE de actuar como un actor internacional y contribuir a dar forma al “nuevo orden mundial”. No obstante, estos conceptos no han sido definidos con precisión y suelen ser interpretados de forma ambigua, cuando no contradictoria, lo que ha contribuido a eludir el debate sobre la definición estratégica de la UE.
Además de las cuestiones de defensa, la UE busca reducir su dependencia en varios sectores. Este es el caso de lo digital, en cuyo ámbito las tecnologías emergentes, como la inteligencia artificial o la computación cuántica, revisten crucial importancia para la Unión. La tecnología digital es también fuente de riesgos —guerras informáticas— que pueden ser llevados a cabo por multitud de actores y que denotan el interés estratégico del sector. Así mismo, debido a la interdependencia mundial entre las economías, el comercio, la salud y la energía también se ven afectados (la crisis mundial energética es un ejemplo notable de dicha situación).
En este contexto Ursula von der Leyen anunció, desde el inicio de sus funciones como presidenta de la Comisión Europea en 2019, su aspiración de dirigir lo que llamó una “Comisión geopolítica”. Su administración consideró necesario “pensar cómo garantizar la autonomía estratégica”, pero dejó claro que ese concepto no significaba que se debía buscar la autosuficiencia, ya que dada la complejidad de las cadenas de suministro, esto sería un objetivo inalcanzable.
En otro apartado, la ayuda al desarrollo de la UE —sumando las instituciones europeas y cada uno de los Estados miembros— se ha alineado tradicionalmente con los principios del desarrollo humano y sostenible. Sin embargo, estos paradigmas han interactuado también con la creciente presencia de objetivos geopolíticos.

## Organigrama
La Unión cuenta con un organigrama integrado para toda su acción exterior. El Alto Representante de la Unión para Asuntos Exteriores y Política de Seguridad dirige un nuevo servicio diplomático en el que se integran de inmediato, fusionadas, las delegaciones internacionales del Consejo y de la Comisión presentes en cerca de 125 países, así como las Representaciones especiales de la Política Exterior y de Seguridad Común de la Unión Europea.
Este servicio es el Servicio Europeo de Acción Exterior (SEAE, o también simplemente Servicio Exterior), creado el 1 de diciembre de 2010, según lo previsto por el Tratado de Lisboa. Como servicio diplomático que es, tiene por cometido el apoyar y asistir en el ejercicio de sus funciones al Alto Representante, como máximo responsable de la acción exterior de la Unión, en todos los ámbitos de su actividad.

### El Alto Representante

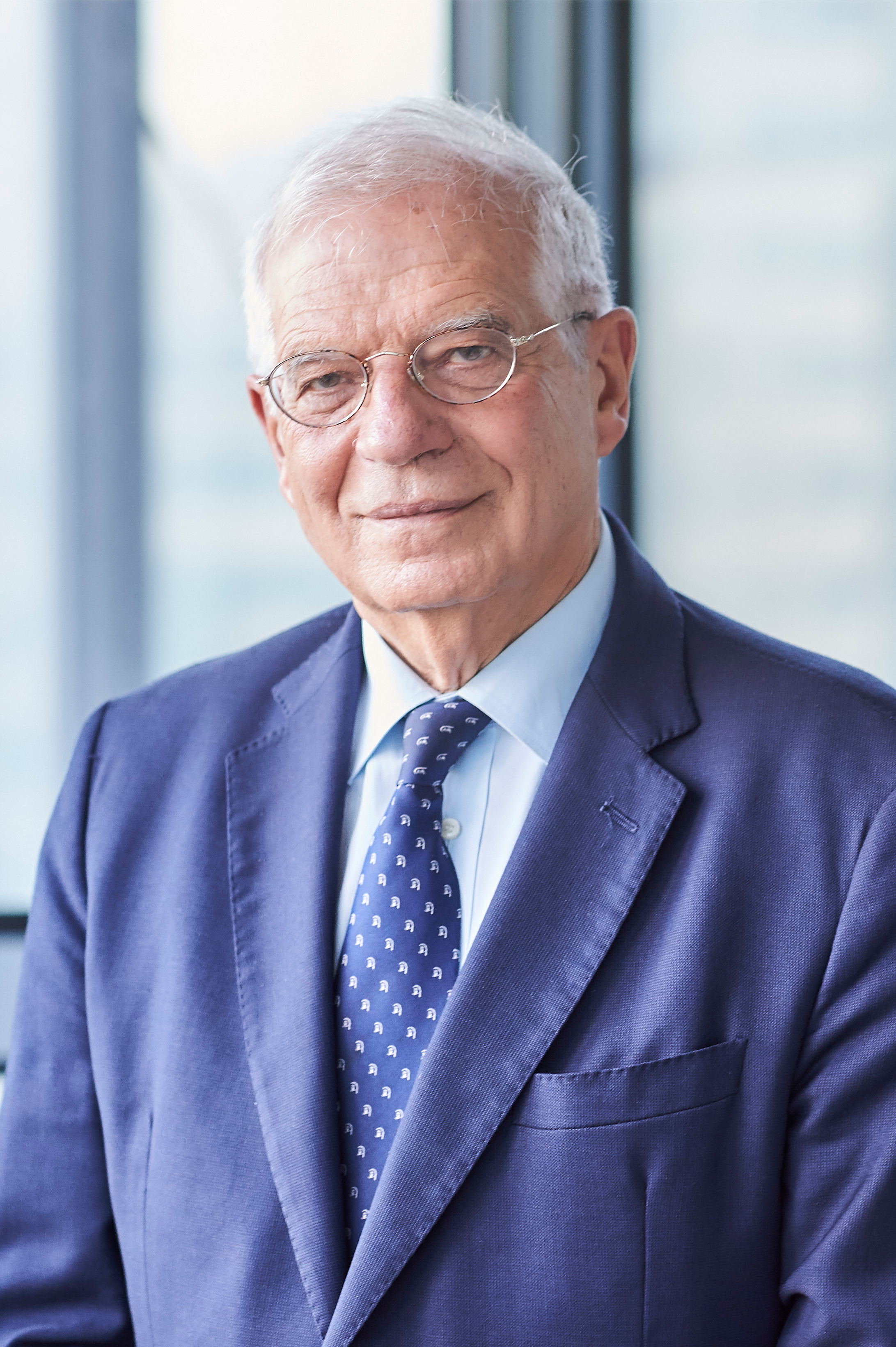
Josep Borrell actual Alto Representante de la Unión.

La común perspectiva y el enfoque unitario de estas dos ramas de la acción exterior vienen garantizados por las labores de dirección y orientación político-administrativas encomendadas, en confluencia institucional única, a la Alta Representante de la Unión para Asuntos Exteriores y Política de Seguridad (AR). Esta figura política originariamente ideada por la Convención sobre el futuro de Europa que redactó la Constitución Europea e incluida en la misma con el nombre de Ministro de Asuntos Exteriores de la Unión, es el resultado de la unificación de tres puestos con relevancia externa, que anteriormente permanecían diferenciados: el Alto Representante del Consejo para la Política Exterior y de Seguridad Común (ámbito PESC), el ministro de asuntos exteriores del país que ocupara la presidencia semestral del Consejo, y el miembro de la Comisión encargado de las Relaciones Exteriores. Puesto en funcionamiento con la entrada en vigor del Tratado de Lisboa el 1 de diciembre de 2009, este cargo combina estos tres instrumentos de actuación, que se reflejan en el desempeño nato de tres funciones orgánicas:
- el AR es el más alto mandatario del Consejo en la PESC, que encabeza;
- es presidente del Consejo de Asuntos Exteriores;
- y es, finalmente, uno de los vicepresidentes de la Comisión, en cuyo seno se encarga de la cartera de Relaciones Exteriores y coordina el conjunto de la acción exterior asumido por la Comisión.

### El Servicio Exterior

Unión Europea
Estados que acogen una delegación de la Unión Europea

El AR cuenta además de las estructuras administrativas de la Comisión y de la Secretaría General del Consejo, con la permanente asistencia en sus actividades de un Servicio europeo de acción exterior, que dirige, y con sus estructuras interna (su cuartel general se sitúa en Bruselas) y externa (las Delegaciones de la Unión en el extranjero, o "embajadas").
Delegaciones diplomáticas y Representantes especiales
La entrada en vigor del Tratado de Lisboa en 2009 ha supuesto la unificación de la representación exterior comunitaria. Las viejas delegaciones separadas de diversas instituciones, en especial del Consejo y de la Comisión, han dejado paso a una nueva red diplomática de vocación unitaria de la Unión por todo el mundo, materializada en la fusión de aquellas estructuras diversas en un tipo único de legación internacional: las nuevas Delegaciones de la Unión. Estas misiones, dirigidas cada una por un Jefe de Delegación, están integradas en la estructura orgánica del Servicio Exterior, y se hallan sujetas a la autoridad última del Alto Representante. Frecuentemente han sido comparadas a auténticas embajadas europeas, y parece que, con todas las limitaciones que entraña la representación diplomática no estatal, esta denominación que ha acabado por imponerse coloquialmente no es completamente desacertada, pues en efecto presentan semejanzas. Así pues, puede aceptarse su equiparación a un sistema de embajadas, siempre y cuando se retenga su peculiaridad sui generis y su naturaleza única y, en la misma medida, inédita.
Las Delegaciones de la Unión tienen encomendada la coordinación, en lo posible, del conjunto de representaciones diplomáticas y consulares de los Estados miembros sitas en su misma demarcación geográfica. Hasta 2009, esta tarea venía siendo asumida por la red de embajadas del Estado que ostentara en cada momento la Presidencia de turno del Consejo.
De acuerdo con los Tratados, el Consejo puede nombrar, a propuesta del Alto Representante y subordinados a la autoridad de este, uno o más Representantes especiales provistos de un mandato en relación con cuestiones políticas o áreas geográficas concretas.

### Otros departamentos y servicios

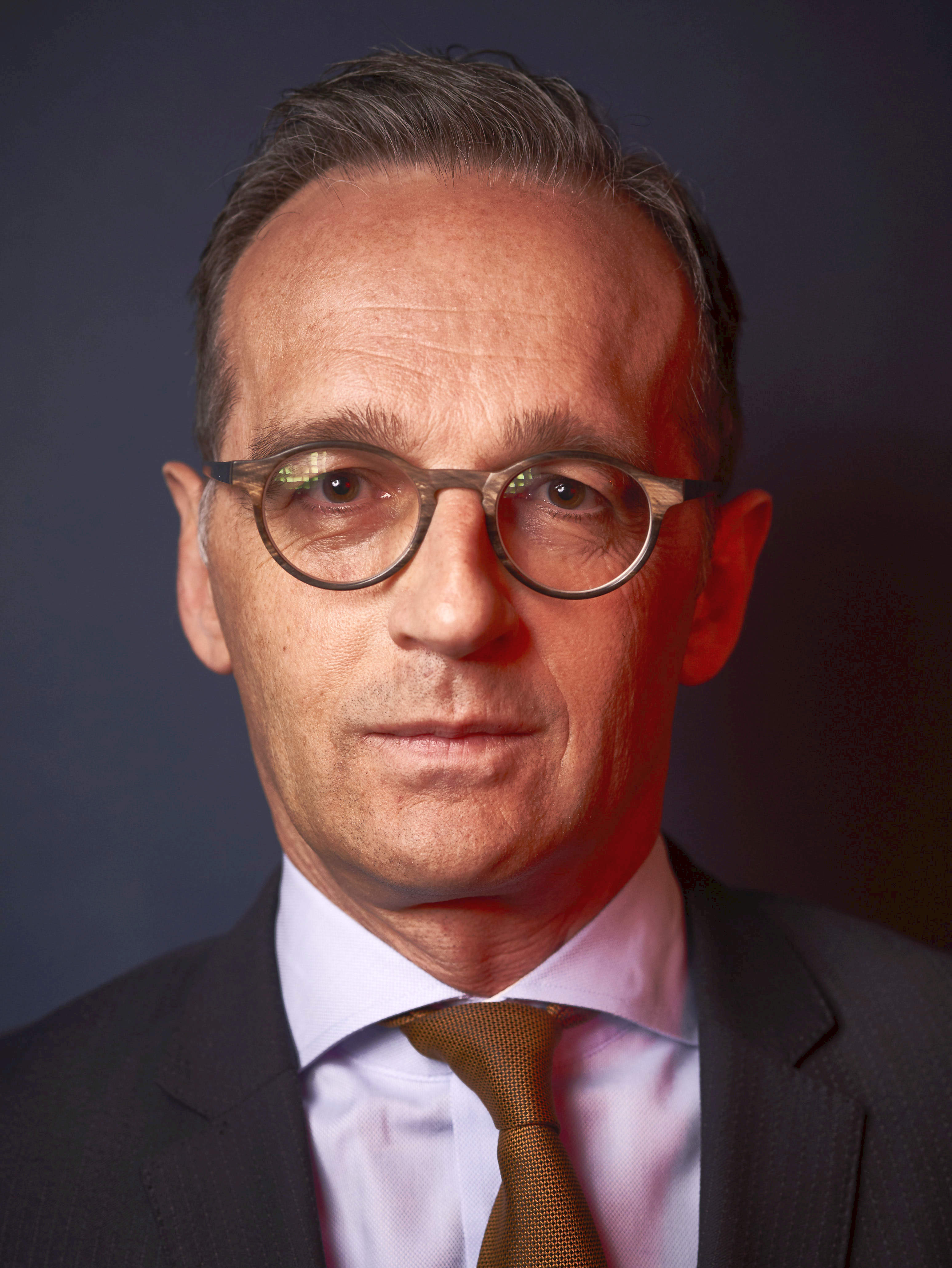
Heiko Maas, encargado de la presidencia alemana del Consejo de la Unión Europea (2020).

A pesar del esfuerzo de unificación de la representación exterior de la Unión que supuso el Tratado de Lisboa, la especificidad de algunas de las actividades desarrolladas por ciertas instituciones comunitarias en el ámbito internacional aconseja en ocasiones una cierta autonomía de gestión, que puede conllevar una adscripción orgánica ajena al Servicio Exterior, para el funcionamiento de sus servicios u oficinas propias en el exterior. Este es, por ejemplo, el caso de la cooperación interparlamentaria a nivel internacional que promueve y lleva a cabo el Parlamento Europeo con los órganos legislativos de terceros países. Estas Oficinas del Parlamento Europeo en el exterior desempeñan sus propias funciones con gran autonomía, y están únicamente sujetas a las instrucciones que pueda dirigirles en su caso la Eurocámara.
También desempeñan ciertas funciones de asistencia, de acuerdo con el Alto Representante de la Unión, los servicios y las legaciones diplomáticas y consulares del Estado miembro que ostente la presidencia de turno del Consejo, si bien como es obvio no se trata de unidades administrativas comunitarias, sino de administraciones exteriores nacionales que ejecutan o apoyan indicaciones y acciones de la Unión en el extranjero.
Lo cual todo no es obstáculo para que todas estas estructuras autónomas o independientes cooperen con el Servicio Exterior y con las embajadas nacionales de los Estados miembros, y que se consulten e informen de sus actividades.
Dicho esto, todos los demás servicios comunitarios y estructuras administrativas de la Unión con proyección exterior se encuentran integrados en las Delegaciones europeas y sometidos a la dirección del Jefe de la misma, sin perjuicio de la salvaguarda de los procedimientos aplicables a la toma de decisiones en cada una de las distintas políticas europeas.

## La política exterior y de seguridad común
La Política Exterior y de Seguridad Común (PESC) es una de las dos plataformas y medios de actuación en que se estructura la acción exterior de las instituciones de la Unión Europea y la de sus Estados miembros. Se trata de un ámbito específico de acción que se encuentra sometido a reglas de funcionamiento asimismo específicas, diferentes a las que rigen el resto de políticas comunitarias, incluidas las que tienen vocación exterior (ayuda al desarrollo y cooperación, política comercial común, etc.), y que se enmarcan en una filosofía política más cercana al intergubernamentalismo que al llamado método comunitario. Su ámbito de actuación encierra todas las potencialidades que quieran darle los Estados miembros, en el ámbito de la política exterior más tradicional, cuya especial sensibilidad aconsejó encuadrarlo en el ámbito más propiamente intergubernamental de la Unión Europea. Tan es así que su regulación se mantiene separada del resto de preceptos relativos a las políticas de la acción exterior contenidas en el Tratado de Funcionamiento de la Unión Europea (TFUE), y se ubica toda ella en el capítulo 2.º del título V del Tratado de la Unión Europea (TUE).
La PESC se estableció al amparo del Tratado de Maastricht de 1992, que entró en vigor en 1993, y se vio reforzada por el Tratado de Ámsterdam de 1997, que entró en vigor en 1999. Sin embargo no ha alcanzado el mismo grado de integración dentro de la Unión Europea que el de otras políticas, especialmente en materia económica. Esta política es un ámbito en el que los estados han querido mantener el poder decisorio. En este sentido, la regla de la unanimidad permite a cualquier Estado vetar aquellas decisiones en este ámbito que considere oportuno.
La política exterior y de seguridad común abarca potencialmente todos los ámbitos de la política exterior y de las relaciones internacionales (se exceptúan los específicamente sujetos a otras políticas comunes), así como todas las relativas a la seguridad de la Unión, incluida una Política Común de Seguridad y Defensa (PCSD) que podrá conducir a una defensa común.

### La política común de seguridad y defensa
La Política Común de Seguridad y Defensa (PCSD, anteriormente Política Europea de Seguridad y Defensa, PESD) es la actuación planificada en el seno del Consejo de la Unión Europea, así como su diseño estratégico, que la Unión despliega de manera autónoma en el ámbito militar y de la defensa. La PCSD forma parte de la Política Exterior y de Seguridad Común (PESC), en cuya estructura jurídica, administrativa, estratégica y política se integra. Asume sus mismos principios y objetivos (aplicados al terreno político específico de la defensa), y se sitúa bajo la misma autoridad jerárquica y operativa superior, la del Alto Representante de la Unión para Asuntos Exteriores y Política de Seguridad (AR). Como tal rama de la PESC, la PCSD es parte asimismo de la acción exterior de la Unión.
La PCSD se desarrolla en el Tratado de la Unión Europea (TUE), Título V, Sección 2. El Tratado de Ámsterdam (de 1999 instituyó la PESD, la vertiente operativa armada de la PESC, con la que se abría la posibilidad de crear posteriormente una estructura común de defensa, que «podrá conducir a una defensa común». No obstante, la UE sigue trabajando desde el ámbito de la intergobernabilidad en esta área, es decir, no de modo comunitario sino a través de la cooperación voluntaria de cada Estado miembro de la Unión. Sin embargo, la entrada en vigor del Tratado de Lisboa —que rebautizó esta política con el nombre de Política Común de Seguridad y Defensa— reforzó sus capacidades y sus instrumentos de actuación al abrir la posibilidad de establecer una Cooperación estructurada permanente (CEP) entre los Estados miembros más dispuestos en materia de armamento y capacidades defensivas. Este mecanismo de “Dos velocidades” se realiza a través de la Agencia Europea de Defensa (AED), que tiene como misión promover una política de defensa común y armonizar las políticas militares y de seguridad y defensa. La AED está compuesta por todos los Estados miembros y contó con un presupuesto de alrededor de 33 millones de euros en 2021.
Asimismo, el TUE establece la alineación de la PCSD con la Organización del Tratado del Atlántico Norte (OTAN), por lo que los compromisos y la cooperación en este ámbito se ajustán a los compromisos adquiridos en el marco de la organización transatlántica que, para los Estados miembros que forman parte de la misma, es el fundamento de su defensa colectiva y el organismo de ejecución de esta (Art. 42.7). El tratado también institucionaliza la militarización de los Estados miembros en cuanto que afirma que «los Estados miembros se comprometen a mejorar progresivamente sus capacidades militares». En ese sentido, se promueve la CEP que pretende impulsar el desarrollo de la industria y la tecnología armamentista y la cooperación del negocio de las armas a nivel comunitario. Adicionalmente, en marzo de 2022 se aprobó la Brújula Estratégica, promovida por el AR Josep Borrell.
Es la política de defensa un ámbito que, por su vinculación con el llamado "núcleo duro" de la soberanía nacional, ha resultado de compleja activación en el ámbito común, a pesar de haber sido una de las áreas que primero se persiguió unificar en los inicios de la construcción europea, a través de la fracasada Comunidad Europea de Defensa. Sin embargo, el relanzamiento que se produjo posteriormente ha procurado gestionarse a través de misiones concretas y limitadas temporal y logísticamente, el Consejo fue extendiendo una red de aplicaciones e intereses de naturaleza militar en determinados ámbitos geográficos, aquellos en que una actuación común era conveniente internacionalmente y acorde, internamente, con una política común exterior europea. Este ha sido el caso de las más de 35 misiones llevadas a cabo por la PCSD desde 2003.

## Otras políticas comunes en el ámbito de la acción exterior
Se trata en este caso de las tradicionalmente denominadas políticas del pilar comunitario, esto es, aquellas que se conducen por métodos de gobierno supranacional. En estas materias, el proceso de toma de decisiones se sujeta a los procedimientos legislativos y al método de gestión y aplicación propio de las instituciones comunes; así, podemos decir que, en general, el Parlamento y el Consejo legislan, y en ocasiones deciden, la Comisión ejecuta y gestiona y el Tribunal de Justicia, y el de Cuentas en su caso, controlan mediante su jurisdicción la buena llevanza jurídica y financiera de estas políticas. Los Estados miembros participan en el establecimiento de las prioridades generales, a través del Consejo Europeo.

### Las relaciones exteriores
Relaciones exteriores es como se denomina en Europa al conjunto de relaciones internacionales a nivel político que mantiene la Unión con el mundo y que sean ajenas a la política exterior y de seguridad común. Pese a esta terminología, la distinción ha reducido considerablemente su importancia desde la fusión de los puestos de Alto Representante y Comisario de Relaciones Exteriores en un solo cargo, debido a que las funciones de este último venían reduciéndose a la representación exterior general de la Comisión Europea.
No obstante, el departamento de Relaciones Exteriores sigue desempeñando un papel fundamental, pues es su función la de coordinar el diseño y el despliegue de todas las demás políticas comunitarias en su proyección exterior. Así, corresponde al Comisario del ramo, el Alto Representante con rango de Vicepresidente, la organización regular de las cumbres bilaterales o, en su caso, multilaterales, de la Unión Europea con terceros países.

### La política comercial común
La política comercial común es una de las más relevantes de la Unión, no solo en el exterior sino internamente, debido a las ingentes masas y flujos económicos que dependen de ella. Como política comunitaria, su proyección exterior es significativa, pues se trata una competencia exclusiva de la Unión, lo que hace recaer en su gestor político, el Comisario europeo de Comercio, la representación y gestión exterior única y la total capacidad negociadora del bloque europeo, particularmente en el seno de la Organización Mundial del Comercio (OMC), que con contribuyó a fundar. Desde entonces la Unión ha estado involucrada en el proceso de reglamentación internacional del comercio que dio comienzo en la Ronda de Doha.
Los acuerdos comerciales y de asociación especial que la Unión contrae con terceros países constituyen un instrumento de la llamada diplomacia de los negocios y de la política exterior "blanda". Los conocidos como sistemas de preferencia generalizada y las reducciones aduaneras que conlleva su aplicación en el comercio con países en vías de desarrollo asociados son un ejemplo de la vinculación que existe entre la política comercial común y la política de desarrollo y cooperación en la Unión Europea.
Estos mecanismos no son, sin embargo, frecuentes en las relaciones comerciales que la Unión mantiene con sus principales intercambiadores, como son los casos de Estados Unidos, China y Japón, a cuyos casos se aplican las normas generales de la OMC. También se ha desplegado una red de acuerdos comerciales bilaterales no tipificados; así con Rusia y otros Estados postsoviéticos y con algunos otros estados asiáticos y sudamericanos.

### Las políticas de cooperación y ayuda humanitaria

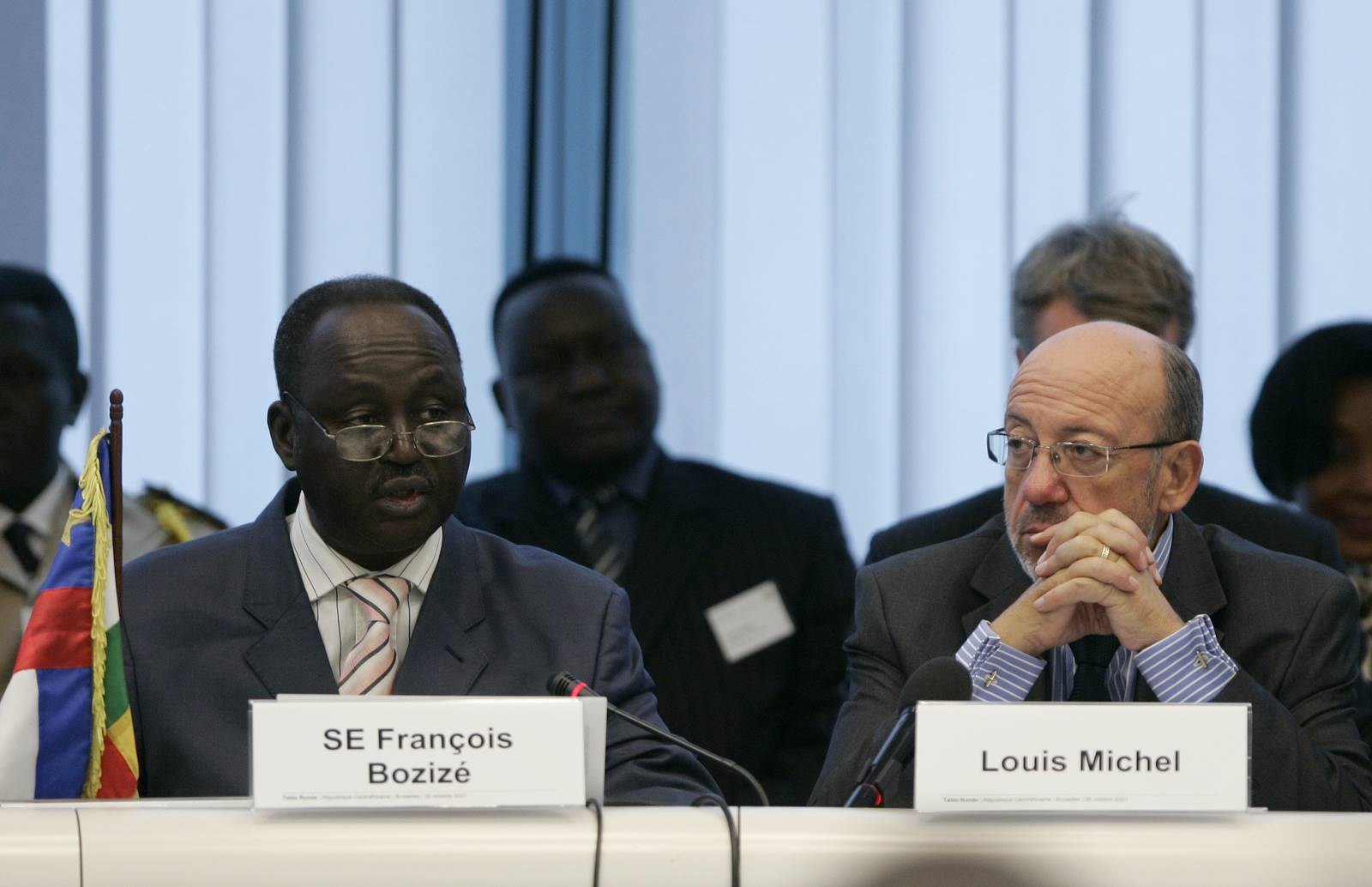
Conferencia euro-africana sobre Cooperación al Desarrollo (2007).

En 2015 más de la mitad del dinero gastado para ayudar a los países pobres a nivel mundial, proviene de la UE y de sus Estados miembros. Juntos pagan más de 30 000 millones de euros (6000 se canalizan a través de la UE) cada año como ayuda a países en vías de desarrollo. EuropeAid, la dirección-general encargada de cooperación internacional, implementa los proyectos y programas en los países de la Asia, América Latina, países de vecinos de la UE, Rusia y las regiones de la África, Caribe y Pacífico (ACP).
El Banco Europeo de Inversiones (BEI), organismo de financiación a largo plazo de la UE, realiza préstamos sin intereses y proporciona capital para inversiones.

### Acuerdos internacionales y Medidas restrictivas

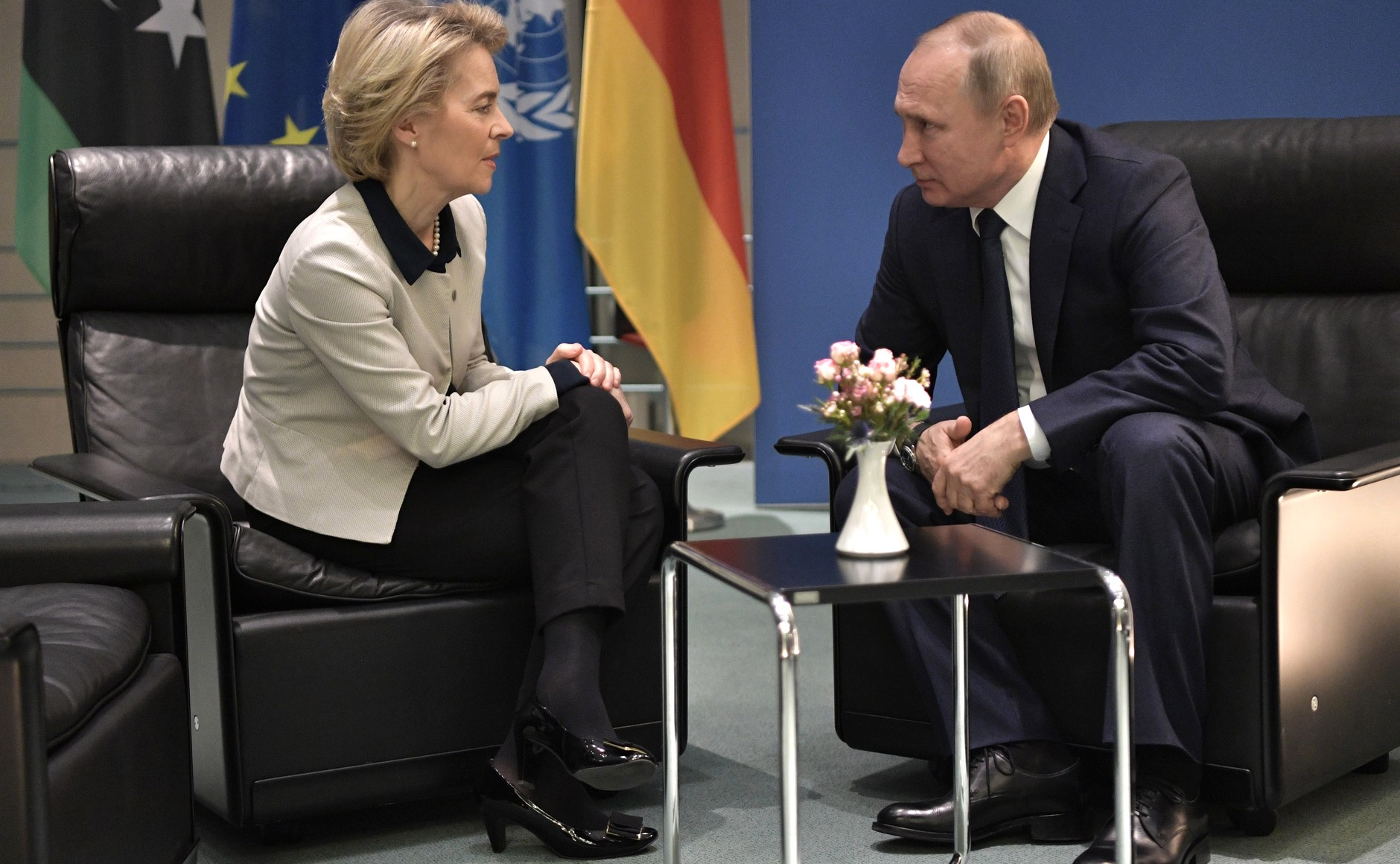
Ursula von der Leyen, presidenta del a Comisión Europea, y Vladímir Putin en 2020. A pesar de las Medidas restrictivas contra Rusia, Putin ha mantenido los canales diplomáticos con los líderes de la UE.

Los acuerdos internacionales y las medidas restrictivas forman parte de los ámbitos específicos de acción exterior. Bajo esta denominación se engloban un conjunto de actuaciones y medidas que prevén los Tratados y que pueden aplicarse a cualesquiera de los ámbitos de la acción exterior.
De acuerdo con el TUE, la Unión podrá suscribir acuerdos con Estados u organizaciones internacionales en cualquiera de los ámbitos comprendidos en la acción exterior, incluida la política exterior y de seguridad común. Los acuerdos internacionales de la Unión vinculan tanto a sus instituciones como a sus Estados miembros y se negocian por mandato del Consejo a la Comisión o a su vicepresidente exterior, el Alto Representante, que conducirán la negociación de acuerdo con las directrices que aquel pudiera dictarle en su autorización. El negociador mandatado presenta de este modo una propuesta de acuerdo ante el Consejo, que concede o deniega su consentimiento a la celebración del acuerdo.
No obstante, para la completa ratificación del tratado se requerirá, salvo en ámbitos exclusivos de la política exterior y de seguridad común, la aprobación del Parlamento Europeo en última instancia. La Comisión, el Parlamento, el Consejo, o cualquier Estado de la Unión podrán solicitar dictamen previo de conformidad con los Tratados de la Unión al Tribunal de Justicia de la Unión. Si el pronunciamiento de este fuera negativo, el acuerdo no podrá ser suscrito sin una modificación que corrija las incompatibilidades. Además, existe un régimen negociador específico para los acuerdos internacionales en materia monetaria o cambiaria, en cuyo proceso corresponde al Banco Central Europeo la negociación directa, en estrecha asociación con el Consejo, la Comisión y el Parlamento.
El método de acuerdos o tratados internacionales suscritos por la Unión en solitario, o por la Unión y sus Estados conjuntamente, con terceros países u organizaciones internacionales, constituyen un medio de actuación frecuentemente empleado. Son numerosos los compromisos que por cualquiera de estas formas ha contraído la UE en la escena internacional, como muchos son también los ámbitos y las políticas por ellos regulados o afectados. Tienen particular relevancia los llamados acuerdos de asociación y los acuerdos de estabilización, con repercusiones en los ámbitos comercial y político, respectivamente, y que se describen en sus apartados correspondientes.
En cuanto a las Medidas restrictivas, dentro del marco de las políticas comunes integrantes de la acción exterior de la Unión, el Consejo podrá acordar, previa propuesta conjunta de la Comisión y del Alto Representante, la interrupción o reducción de las relaciones económicas, financieras o comerciales con terceros países, y adoptará en los mismos términos las medidas necesarias al respecto, pronunciándose por mayoría cualificada. Si la gravedad de la situación lo exigiera, la Unión podrá adoptar incluso medidas restrictivas contra personas físicas o jurídicas, grupos o entidades no estatales.
Si hasta hoy este instrumento de sanción se ha venido utilizando más como instrumento de coerción previa que como aplicación jurídica efectiva, debe señalarse que existe un paquete de medidas restrictivas o sanciones, como se conocen comúnmente, efectivas y en vigor contra Rusia en respuesta a la crisis de Ucrania.

## Políticas y acciones comunes en particular
Las relaciones de la Unión Europea con el resto del mundo son tratadas por el Consejo de Asuntos Generales y Relaciones Exteriores. Hay que decir que el artículo 216 del Tratado de Funcionamiento de la UE establece la posibilidad de que la UE pueda celebrar acuerdos, no solo con terceros países sino también con organizaciones internacionales. De este modo es el propio tratado quien reconoce esa capacidad de la UE para celebrar acuerdos con otras organizaciones internacionales. También el artículo 220 de este tratado, hace referencia a que la UE podrá establecer todo tipo de cooperación adecuada dentro de la cual se incluye la posibilidad de celebrar acuerdos internacionales con los órganos de las Naciones Unidas y de sus organismos especializados como son el Fondo Monetario Internacional (FMI), la Organización Mundial de la Salud (OMS), y la Organización Internacional del Trabajo (OIT).

### Ampliación, política europea de vecindad y Unión por el Mediterráneo

Unión Europea
Estados candidatos
Política europea de vecindad

La UE ha integrado con sucesivas ampliaciones de sus fronteras a las islas británicas y Dinamarca (1973), el Sur mediterráneo (1981 y 1986), los países nórdicos y Austria (1995) y, finalmente, la gran ampliación al Este en 2004, que incluyó a Chipre y Malta, y la apertura a los Balcanes, decididamente emprendida desde la adhesión de Bulgaria y Rumanía en 2007 y de Croacia en 2013.
A raíz de los obstáculos que en ciertos Estados miembros se han manifestado en relación con el temor a una "ampliación infinita", así como las dificultades operativas y la falta de cohesión interna o la imposible gobernanza que una Unión demasiado extensa podría acarrear, han llevado a la Unión y a muchos de sus líderes a forzar de hecho un cierto freno en la política comunitaria de ampliación. Esta situación llevó a la instauración, promovida desde los 90 por la Comisión Europea y por Alemania, de una Política Europea de Vecindad (PEV).
Particular controversia genera el proceso de adhesión de Turquía a la Unión Europea iniciado en 2005 cuando los líderes de los tres Estados líderes de la UE, el canciller alemán, Gerhard Schröder; de Reino Unido, Tony Blair; y el francés, Jacques Chirac, apoyaban el proceso. Los entonces 25 miembros de la Unión dieron su aval para el comienzo de las negociaciones sobre la adhesión. En ese momento se decía explícitamente: "El objetivo de las negociaciones es la adhesión".
También en el Oriente Próximo, la UE a través de las políticas comunitarias de desarrollo, en un principio, y con el posterior relevo de la política exterior y de seguridad común en toda la región, ha intentado desarrollar un enfoque estratégico común entre sus Estados miembros. Así, la unidad del bloque comunitario en la región trajo consigo la inclusión, junto a EE. UU., Rusia y las Naciones Unidas, de la Unión Europea en el Cuarteto de Paz para Oriente Próximo, creado en 2002 con el fin de supervisar la aplicación de la llamada hoja de ruta diseñada para encauzar el conflicto árabe-israelí.
Adicionalmente, la política exterior de Europa en el Mediterráneo se ha considerado tradicionalmente una prioridad impulsada por los Estados del Sur encabezados por España, Francia e Italia, el conocido como Proceso de Barcelona, refundado con el nombre de Unión por el Mediterráneo (UpM) bajo los auspicios de Francia. Esta organización reúne a la UE y a los demás países ribereños del Mar Mediterráneo y algunos otros muy próximos que por su especial significación política a nivel regional son miembros (Mauritania o Jordania). Libia por su parte ha preferido mantener su posición de observador.
En este contexto, la UE es el principal socio comercial de África, y el Acuerdo de Cotonú constituye el marco general para las relaciones.

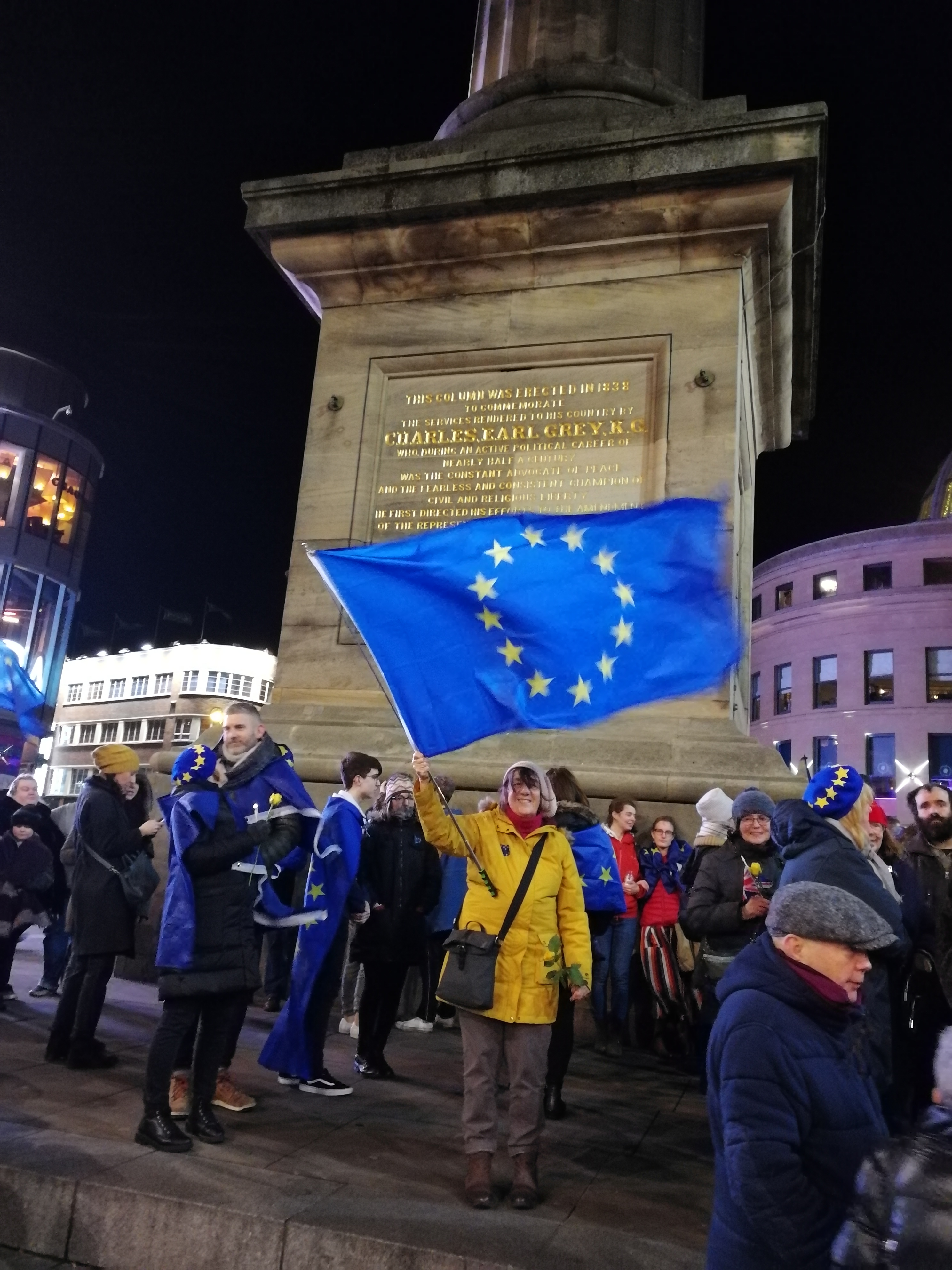
Manifestaciones del 31 de enero de 2020, último día del Reino Unido en la UE.

### Reino Unido
En un principio el Reino Unido fue reacio a ser parte de la Comunidad Económica Europea (CEE). Además el presidente francés Charles De Gaulle vetó dos solicitudes de adhesión hechas por los británicos en 1961 y 1967. Pero después de su renuncia a la presidencia en 1969, el gobierno británico envió una tercera solicitud que sí fue aprobada. De esta forma, Reino Unido se unió a CEE en 1973. Dos años después el país celebró un referéndum sobre su permanencia en la organización, que fue aprobado por la mayoría de la población.
Sin embargo, los británicos no se unieron en 1985 al Acuerdo de Schengen para suprimir los controles fronterizos como tampoco en 1988 a la Unión Económica y Monetaria, por la que la mayoría de Estados miembros adoptó el euro como moneda común.

### Rusia

Proyecto del gasoducto Nabucco.

Grandes han sido también los retos y las dificultades que ha venido planteando la relación con Rusia. La diferencia de mentalidades que asoma a este respecto entre los nuevos miembros ex comunistas del Este, reincorporados ahora al proyecto europeo, y los viejos Estados de Europa occidental, acostumbrados a sus democracias, ha venido siendo en estos años significativa y ciertamente manifiesta. Así pudo comprobarse con el veto que opusieron Polonia y Estonia a la conclusión de un acuerdo comercial privilegiado con Rusia fue motivo de disputa hasta 2007, y supuso un incentivo para los llamados grandes (especialmente Alemania, Italia y Francia) a concluir acuerdos bilaterales por su parte con el país vecino. También los reiterados cortes del suministro de gas, y que fueron calificados como chantaje encubierto, contribuyeron a multiplicar los recelos y las desconfianzas.
Europa es, en cualquier caso, el primer socio comercial de Rusia, lo cual da idea de la importancia de las relaciones económicas y políticas bilaterales entre ambos. Asimismo, y pese al desgaste político que supuso entre ambos la guerra de Georgia en 2008, Rusia consintió en que fuera la Unión Europea y no otro el que supervisara con una misión mixta civil y militar el cumplimiento del acuerdo de repliegue suscrito entre ambas y las condiciones humanitarias en los territorios aún sometidos a ocupación rusa.

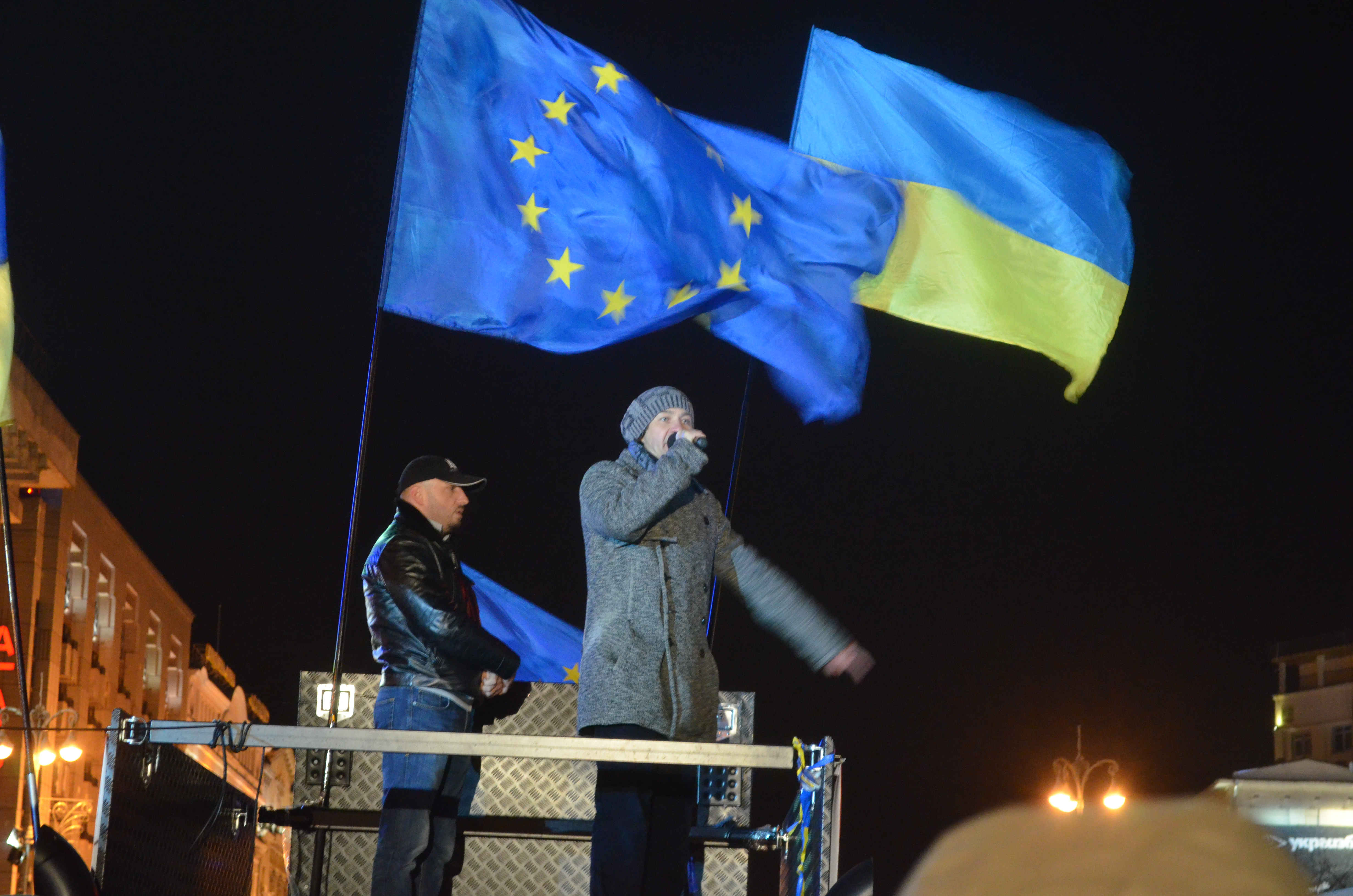
Manifestaciones de Euromaidán.

La anexión de Crimea y Sebastopol a Rusia en marzo de 2014 así como la guerra del Donbás provocaron una crisis internacional. La UE revisó su relación bilateral con Rusia y suspendió el diálogo sobre las cuestiones relativas a los visados y las negociaciones sobre un nuevo acuerdo bilateral destinado a sustituir el Acuerdo de Colaboración y Cooperación. Desde entonces la Unión aplica un enfoque de doble vía que combina sanciones con intentos de encontrar una solución al conflicto en Ucrania.
En 2015, la participación rusa en la labor del grupo de países para celebrar un acuerdo nuclear con Irán permitió albergar esperanzas respecto a una mayor cooperación a escala internacional. No obstante, la intervención militar rusa en la guerra civil siria desde septiembre de ese año, en apoyo al presidente Bashar al-Ásad, finalmente agravó las tensiones con la UE.

### América

#### La relación transatlántica: los Estados Unidos y Canadá

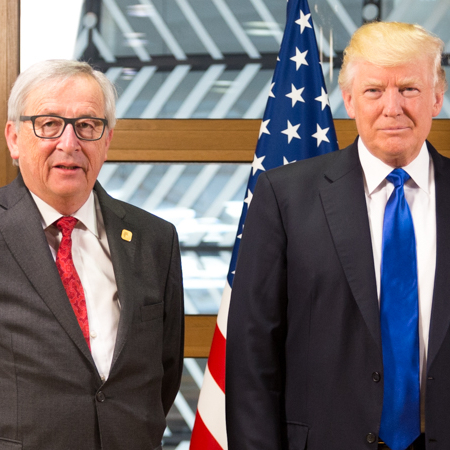
El presidente de la Comisión Europea Jean-Claude Juncker y Donald Trump durante la primera cumbre bilateral del presidente estadounidense en Bruselas el 25 de marzo de 2017.

Debe destacarse la importancia económica y política que para la Comisión Europea y sus políticas ha jugado tradicionalmente la llamada relación transatlántica, si bien debe apuntarse que algunos de las graves diferencias que se produjeron en los últimos años, especialmente con las administraciones de George W. Bush y Donald Trump, y los puntuales desencuentros que en algunas cuestiones surgieron con la del presidente Obama, han dado lugar a un cierto distanciamiento entre ambos aliados, con reproches mutuos de ambas partes.
La Europa comunitaria y los Estados Unidos (EE. UU.) establecieron relaciones diplomáticas en 1953, pero no formalizaron su cooperación hasta 1990 con la Declaración Transatlántica. Desde 1995, la relación se funda en la Nueva Agenda Transatlántica, en cuyo marco, y de acuerdo con la Asociación Económica Transatlántica lanzada en 1998, se creó en 2007 el Consejo Económico Transatlántico encargado de dar impulso a la economía transatlántica.
La Asociación Transatlántica para el Comercio y la Inversión (ATCI), es una propuesta de tratado de libre comercio (TLC) entre la Unión Europea y Estados Unidos. Actualmente se encuentra en negociaciones. Sus defensores argumentan que el acuerdo sería beneficioso para el crecimiento económico de las naciones que lo integrarían, aumentaría sobremanera la libertad económica y fomentaría la creación de empleo. Sin embargo, sus críticos argumentan que éstas se producirían a costa del aumento del poder de las grandes empresas y desregularizaría los mercados, rebajando los niveles de protección social y medioambiental de forma drástica. Así, se limitaría la capacidad de los gobiernos para legislar en beneficio de los ciudadanos así como el poder de los trabajadores en favor del de los empresarios. El gobierno de Estados Unidos considera la asociación como un complemento a su Acuerdo Estratégico Trans-Pacífico de Asociación Económica. En cambio la Unión Europea es criticada por el secretismo con el que está llevando las negociaciones, de espaldas a la opinión pública.

#### América Latina
En 1967 la Comisión Europea estableció en Santiago de Chile su primera Delegación para la región, desde entonces estas relaciones se han expandido y evolucionado significativamente. Así, en las relaciones interregionales se han impulsado diálogos con tres grupos de países: el Mercosur, Comunidad Andina (CAN) y Centroamérica, ya que en la Cumbre del Río celebrada en 1999, se instaló una sociedad con la UE que abarca al mismo tiempo América Latina y el Caribe. Sin embargo, ya en 1992, la Comisión Europea firmó Acuerdo Interinstitucional, con el Consejo del Mercosur para prestarle ayuda técnica e institucional por la cual, se estableció una Comisión Asesora Conjunta. Tres años después ambos bloques firmaron un Acuerdo Marco Internacional de cooperación, que entró en vigor en 1999, basado en el diálogo político, la cooperación y el establecimiento de una zona de libre comercio. Por su parte, el primer acuerdo de cooperación regional entre la UE y la CAN data de 1983.

### Asia Oriental

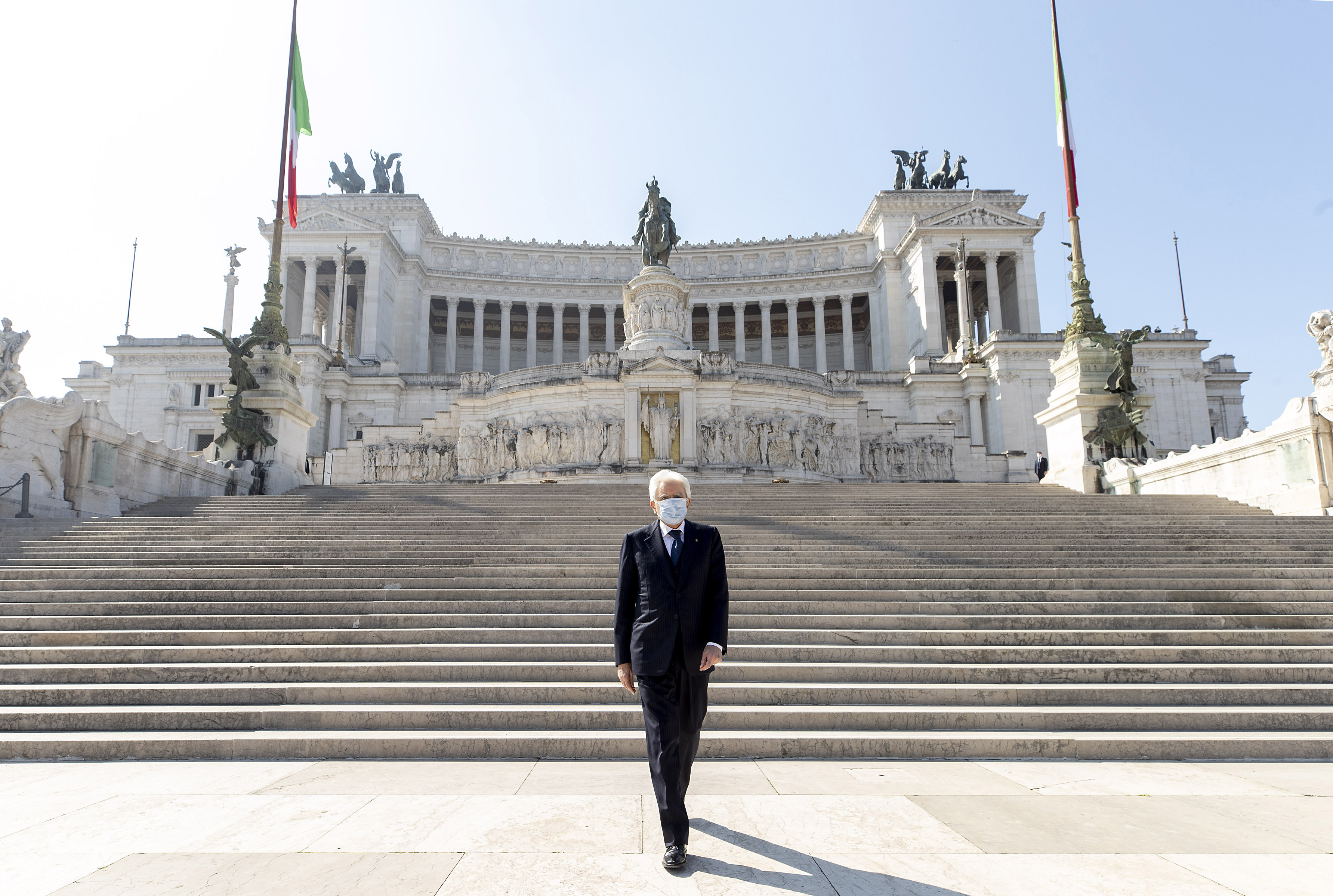
El presidente italiano Sergio Mattarella con máscara de protección durante la pandemia de enfermedad por coronavirus de 2020. La Comisión Europea pidió que se investigara cómo se originó esta crisis en China.

#### China
La Cumbre bilateral China-Unión Europea de Pekín en octubre de 2003 supuso la adopción de dos acuerdos claves: sobre participación china en el Proyecto Galileo y sobre la facilitación del turismo chino hacia Europa (acuerdo ADS). La cumbre celebrada en Helsinki de 2006, supuso el inicio de negociaciones sobre un Acuerdo de Asociación y Cooperación, con vistas a alcanzar un nuevo Acuerdo Marco euro-chino. En 2008 se decidió establecer un diálogo económico y comercial periódico de alto nivel entre la Comisión Europea y el Consejo de Estado chino. Por otra parte, cuando en 2017 Donald Trump anunció la retirada de Estados Unidos del acuerdo de París (2015) que establece medidas para la reducción de las emisiones de gases de efecto invernadero (GEI), para salvar el acuerdo, la UE afronta el reto contando con China, que han reiterado su compromiso a compartir el liderazgo con la UE. El anuncio coincidió con la cumbre bilateral China-UE, una cita en la que primó la sintonía frente a la división.

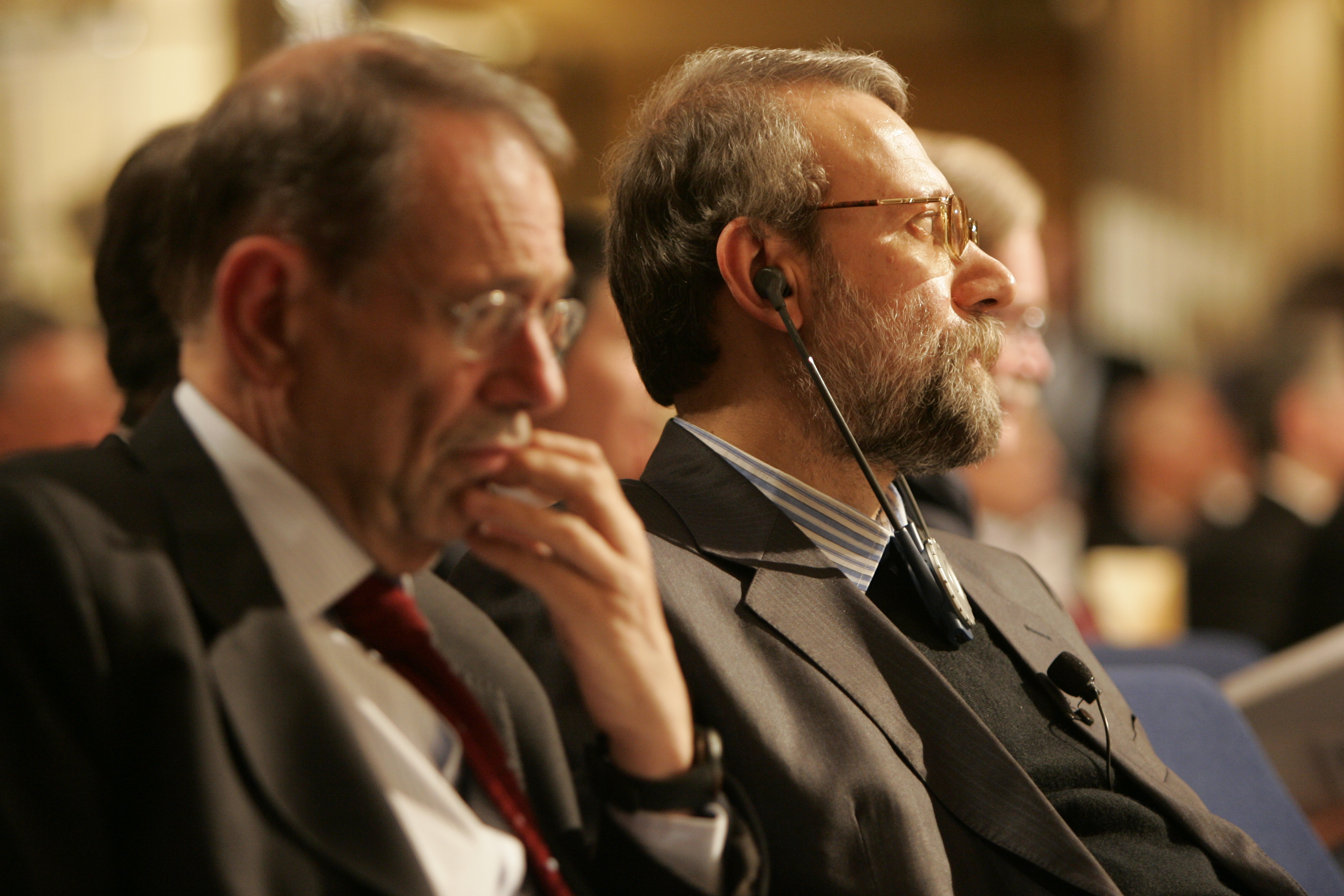
Alí Lariyaní y Javier Solana en 2009.

### Asia del Sur y Asia Central
Desde que en 2005 el Gobierno de Irán anunció el emprendimiento unilateral de actividades de enriquecimiento de uranio, en el marco de un programa nuclear autónomo, la comunidad internacional desconfió de las intenciones pacíficas de las autoridades iraníes. Estos temores se vieron respaldados por la negativa del gobierno a recibir en las principales plantas nucleares del país a los observadores del OIEA. Así fue como los Estados Unidos y la UE, encabezada por tres de sus "grandes" (Alemania, Francia y Reino Unido), acordaron ceder su representación y la función negociadora en el entonces Alto Representante para la PESC Javier Solana. En 2015 se firmó el Plan de Acción Conjunto y Completo con los P5+1.